# Lithodes santolla
Lithodes santolla Jacquinot, 1844 é um crustáceo da infraordem Anomura que habita os fundos marinhos das águas frias da costa do Pacífico da América do Sul. A espécie foi descrita pela primeira vez em 1782, pelo sacerdote chileno e naturalista Juan Ignacio Molina, sendo conhecida pelos nomes comuns de caranguejo-real-austral e santola-chilena.

## Distribuição
Habita nas águas costeiras do sudeste do Oceano Pacífico, as águas do Chile, em especial desde Valdivia até ao Cabo Horn, e no sul da Argentina.
Vive na zona bentónica, geralmente em profundidades de até 150 m, mas já foi encontrado ocasionalmente até aos 600 m de profundidade. A espécie é encontrada em águas com uma temperatura de 5-12 °C, demonstrando uma maior tolerância do que outros membros da família Lithodidae.
A captura deste animal constitui um recurso lucrativo para as comunidades piscatórias do arquipélago da Tierra del Fuego. A sua captura conduziu a um incidente internacional em Agosto de 1967, quando a traineira argentina Cruz del Sur, enquanto pescava a 400 m da costa da ilha Gable (actualmente sob soberania da Argentina), foi obrigada a afastar-se pelo navio patrulha chileno Marinero Fuentealba. Este evento, somadao a outros, levou às tensões que desembocaram no Conflito de Beagle na década de 1970.

## Galeria

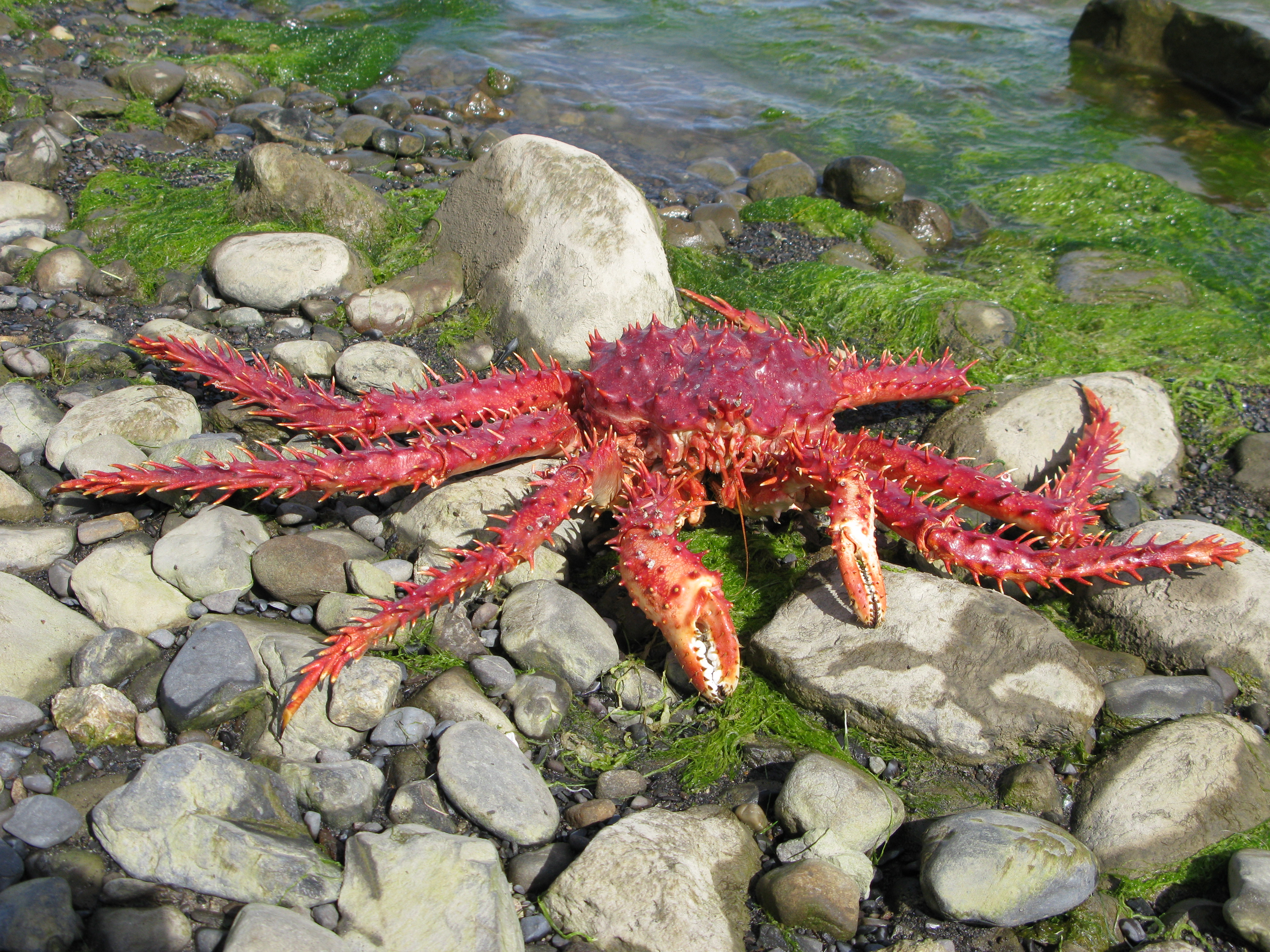
Lithodes santolla.
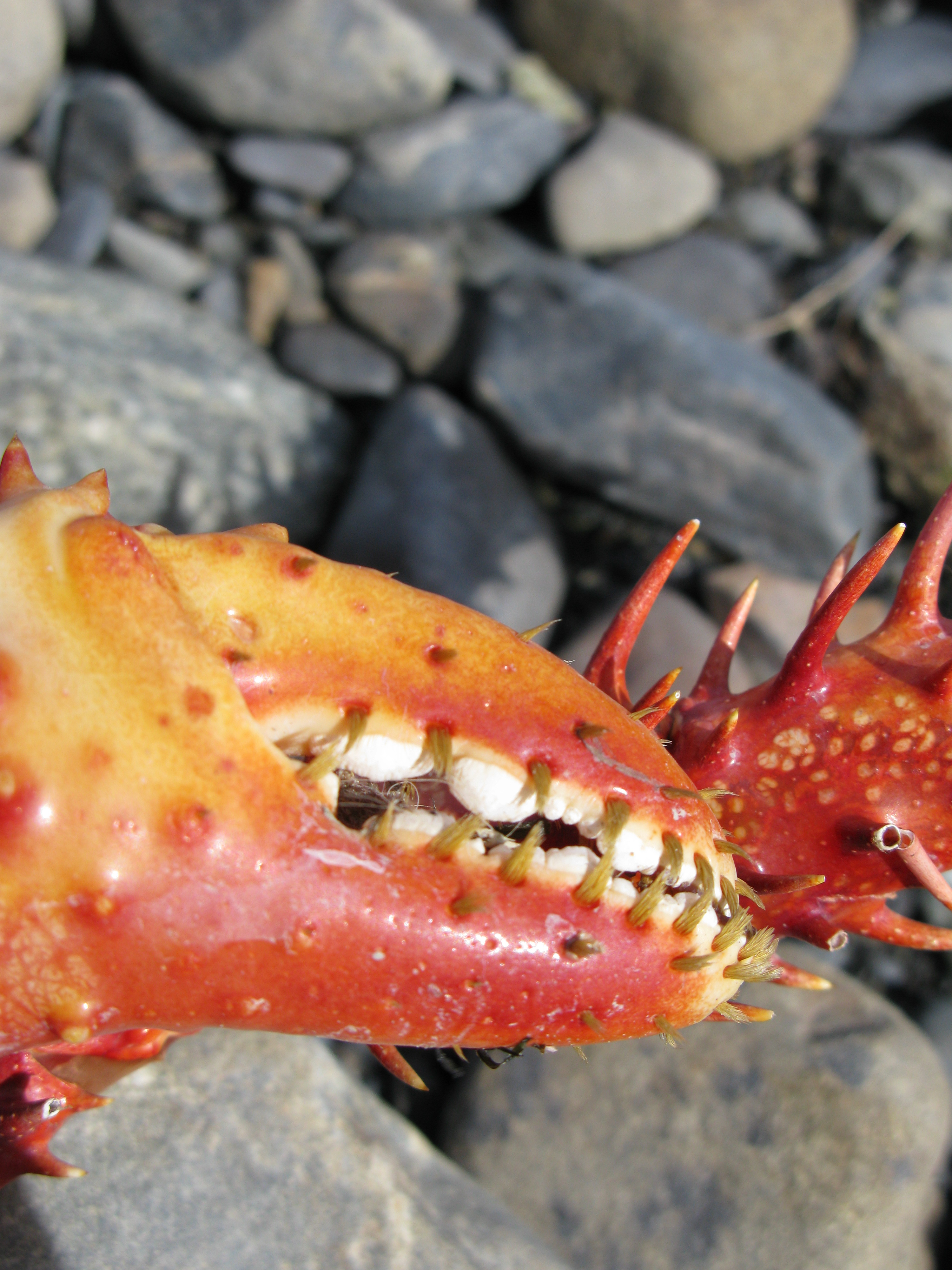
Lithodes santolla, detalhe de uma pinça.